# 一式まさと
一式 まさと（いちしき まさと、1971年11月12日 - ）は、日本の漫画家、デザイナー。メカの描写を得意としている。そのデザインは大まか「未来系」である。
現在は主に武者ガンダム等の漫画、キャラクターデザインを手がけている。

## 作品リスト
- 蛮々人ロキ（マンガボーイズ、徳間書店刊。1994年7月 - 1995年8月）
- ロビンソンの冒険 （あそびんびっく、全科研刊。1996年10月 - 1997年10月）
- はしれ! ロビンソン（あそびんびっく、全科研刊。1997年10月 - 1998年10月）
- ロビンソンとフライディ（あそびんびっく、全科研刊。1998年10月 - 1999年10月）
- 写ゲキBOYシュート（コミックボンボン、講談社刊。トミーが発売したグレイブストライカーとのタイアップ。1998年10月 - 1999年7月）
- トンバ・ザ・ワイルド・アドベンチャー（ファミ通ブロス、アスキー、現エンターブレイン刊。1999年8月 - 2000年2月）
- すすめ! ロビンソン（あそびんびっく、全科研刊。1999年10月 - 2000年10月）
- ブレイブサーガ2（ファミ通ブロス、アスキー、現エンターブレイン刊。2000年7月）
- ウォーウォータンクス!（コミックボンボン、講談社刊。トミーが発売したブッタンクとのタイアップ。2000年7月）
- SD頑駄無 武者○伝（コミックボンボン、講談社刊。2001年 - 2002年5月）
- SD頑駄無 武者○伝2（コミックボンボン、講談社刊。2002年5月 - 2003年3月）
- ガンバ! GAMBA!〜冒険者たち〜（トラウママンガマガジン、英知出版。雑誌休刊のため未完、未単行本化。2002年11月 - 2003年1月）
- SD頑駄無 武者○伝III（コミックボンボン、講談社刊。2003年4月 - 2004年5月）
- SDガンダムフォース絵巻 武者烈伝 武化舞可編（コミックボンボン、講談社刊。2004年6月 - 2005年11月）
- 武者番長風雲録（コミックボンボン、講談社刊。2006年1月 - 2007年7月）
- フュージョン戦記ガンダムバトレイヴ（Vジャンプ。2008年1月〈3月号〉）
- 獣拳戦隊ゲキレンジャーVSボウケンジャー（テレまんがヒーローズ）
- バトルスピリッツ 覇王（最強ジャンプ、集英社刊）
- バトルスピリッツ ソードアイズ（最強ジャンプ、集英社刊2012年9月 - 2013年8月）
- トランスフォーマー アドベンチャー外伝 誕生！黒騎士バンブルビー（テレビマガジン、講談社刊2015年9月）

## デザイン
- GUNDAM EVOLVE../9 MSZ-006 Z-GUNDAM（MSリファインデザイン）
- GUNDAM EVOLVE../10 MSZ-010 ΖΖ-GUNDAM（MSリファインデザイン）
- GUNDAM EVOLVE../14（異歩流武../十四）武者頑駄無（キャラクターデザイン）
- エンジェルガード物語（キャラクターデザイン、メカニックデザイン）進研ゼミ小学講座2002年度小学五年生4月号付録